# تسقي
تسقي هي قرية مغربية شمال المملكة. تنتمي تسقي لإقليم أزيلال الساحلي. تضم هذه القرية 6.304 نسمة (إحصاء 2004).